# Tony MacAlpine
Tony MacAlpine (* 29. srpna 1960 Springfield, Massachusetts, USA) je americký kytarista, hudební skladatel a klávesista. V dětství se učil hrát na klavír, o něco později i na kytaru. Studoval klasickou hudbu na springfieldské hudební konzervatoři. V roce 1985 vydal své první sólové album a následující rok založil superskupinu M.A.R.S. (MacAlpine/Aldridge/Rock/Sarzo), se kterou vydal album Project: Driver (1986).

## Diskografie
Sólová alba
- 1985: Edge of Insanity
- 1987: Maximum Security
- 1990: Eyes of the World
- 1992: Freedom to Fly
- 1993: Madness
- 1994: Premonition
- 1995: Evolution
- 1996: Violent Machine
- 1997: Live Insanity (koncertní album)
- 1999: Master of Paradise
- 2001: Chromaticity
- 2006: Collection: The Shrapnel Years (kompilační album)
- 2011: Tony MacAlpine
- 2015: Concrete Gardens
- 2017: Death of Roses
- 2021: Equilibrium

M.A.R.S.
- 1986: Project: Driver

Planet X
- 2000: Universe
- 2002: Live from Oz (live)
- 2002: MoonBabies

Steve Vai
- 2003: Live at the Astoria, London

G3
- 2004: G3: Live in Denver
- 2005: G3: Live in Tokyo

CAB
- 2000: CAB
- 2001: CAB 2
- 2003: CAB 4
- 2008: Theatre de Marionnettes

Ring of Fire
- 2003: Dreamtower
- 2004: Burning Live in Tokyo (koncertní album)
- 2004: Lapse of Reality

Devil's Slingshot
- 2007: Clinophobia

Seven the Hardway
- 2010: Seven the Hardway

Ostatní
- 1986: Mind's Eye (Vinnie Moore)
- 1987: Out of the Sun (Joey Tafolla)
- 1998: The Quest (Damir Simic Shime)
- 1999: The Maze (Vinnie Moore)
- 1999: VK3 (Vitalij Kuprij)
- 2000: Ring of Fire (Mark Boals)
- 2002: Edge of the World (Mark Boals)
- 2010: On Revolute (Dave Weiner)
- 2011: Oceana (Derek Sherinian)
- 2012: Plains of Oblivion (Jeff Loomis)